# Elatostema parvum
Elatostema parvum är en nässelväxtart som först beskrevs av Carl Ludwig von Blume, och fick sitt nu gällande namn av Friedrich Anton Wilhelm Miquel. Elatostema parvum ingår i släktet Elatostema och familjen nässelväxter. Utöver nominatformen finns också underarten E. p. brevicuspis.